# Тукур, Ульрих
Ульрих Тукур (нем. Ulrich Tukur; род. 29 июля 1957, Фирнхайм) — немецкий актёр кино и телевидения.

## Биография
Ульрих Тукур провел детство в Ганновере, где в 1977 г. окончил среднюю школу. Во время учёбы в колледже Бостона (в США) познакомился со своей первой женой Амбер Вуд (от этого брака у актёра две дочери — Марлен и Лилиан). После службы в армии Ульрих поступил в Тюбингенский университет, где изучал английский и немецкий языки и историю.
Актёрское мастерство оттачивал в 1980—83 годах в Штутгарте, в Высшей школе драмы, танца и музыки. Во время учёбы был музыкантом, а в конце 80-х начал выступать как певец и с тех пор выпустил 5 сольных альбомов. Нельзя не отметить, что первоначально Тукур занялся музыкой лишь для дополнительного заработка, в котором он нуждался в учебные годы.
В 83-м он поступает на службу в театр в Гейдельбергё. Незадолго до этого к Ульриху поступает предложение от Михаэля Ферхёвена сняться у него в военной драме «Белая роза», где молодой актёр играет характерного персонажа по имени Вилли Граф. Фильм получил серебряную награду Киноакадемии Германии как «Выдающийся художественный фильм».
Прорыв в его карьере случился в 1984 году на сцене берлинского театра Freie Volksbühne. В период с 1985 по 1995-й Ульрих Тукур был актёром драматического театра Deutsches Schauspielhaus в Гамбурге, на сцене которого исполнял ведущие роли в спектаклях по Шекспиру «Юлий Цезарь» и «Гамлет». В 1986 г. журнал немецкой театральной критики «Theater heute» официально назвал Ульриха Тукура актёром года.
С 1995 по 2003 гг. он занимал пост директора Гамбургского театра . В 1995 г. Тукур основал эстрадный оркестр Ulrich Tukur und die Rhythmus Boys.
В 2002 г. Европейская киноакадемия отметила его работу в картине «Аминь» кинорежиссёра-интернационалиста Коста-Гавраса — номинацией «Лучший актёр». Ульрих Тукур сыграл офицера СС, лейтенанта Курта Герштейна, который пытается в 1942 году сообщить Папе Римскому об истреблении еврейских заключенных в концлагерях Холокоста. Фильм участвовал в конкурсе Берлинского кинофестиваля, получил главную французскую кинопремию Сезар за сценарий.
В 2006-м Ульрих Тукур сыграл роль подполковника ГДР-вской службы безопасности Штази в дебютном фильме сценариста и режиссёра Флориана Хенкеля фон Доннесмарка «Жизнь других». Картина стала обладателем премии «Оскар» 2007 года в номинации Лучший фильм на иностранном языке получила главные награды BAFTA и Сезар, а также множество наград европейской и немецкой киноакадемий и различных международных кинофестивалей. Фильм был очень успешен в прокате. За свою роль Ульрих Тукур был удостоен звания Лучший актёр в роли второго плана от немецких киноакадемиков.
В 2007 г. актёр снялся в главной роли (вместе с Иоландой Моро) в картине «Серафина» Мартена Прово — это история о художнице-самоучке и деревенской блаженной Серафине Луи, представительнице народного искусства. Фильм был отмечен многими национальными и международными кинофестивалями, а Ульрих Тукур получил звание Лучшего актёра кинофестиваля в Ньюпорте (США).
В 2009-м Киноакадемии Баварии и Германии присудили Тукуру звание «Лучший актёр» за исполнение главной роли в фильме Флориана Галленбергера «Йон Рабе». Лента повествует историю немецкого коммерсанта — «китайского Оскара Шиндлера», руководителя китайского подразделения фирмы Siemens, который в 1937 году, во время нападения японской армии на мирное население Нанкина, организовал «зону безопасности» и спас почти 250 тысяч человек.
В культовом телесериале «Комиссар Рекс» отметился значимой ролью психопата Курта Хауффа, убийцу, застрелившего полицейского Рихарда Мозера (Тобиас Моретти).
В 2011 году он стал обладателем «Золотой камеры» как лучший актёр за исполнение роли необычного сыщика в сериале «Место преступления», где также выступил в качестве соавтора сценария.
На данный момент фильмография актёра насчитывает более 80 работ.

## Личная жизнь
С 2003 года живёт в Венеции на острове Джудекка с супругой Катариной Йон (фотографом по профессии), на которой женился в 1999 году.

## Избранная фильмография
| Год       |   | Русское название                    | Оригинальное название                             | Роль                               |
| --------- | - | ----------------------------------- | ------------------------------------------------- | ---------------------------------- |
| 1982      | ф | Белая роза                          | Die weiße Rose                                    | Вилли Граф                         |
| 1983      | ф | Свинг                               | Die Schauke                                       | Ломбре                             |
| 1986      | ф | Штаммхайм                           | Stammheim - Die Baader-Meinhof-Gruppe vor Gericht | Андреас Баадер                     |
| 1987      | ф | Феликс                              | Felix                                             | Феликс                             |
| 1990      | ф | Вернер. Твердый, как кость          | Werner - Beinhart!                                |                                    |
| 1992      | ф | Последняя подводная лодка           | Das letzte U-Boot                                 | первый вахтенный офицер Ройхлер    |
| 1993      | ф | Мышь и кот                          | Maus und Katz                                     | Фред Тонндорф                      |
| 1994      | ф | Приключения знаменитого Кота-сыщика | Felidae                                           | Фрэнсис (озвучивание)              |
| 1995      | ф | Отвага матери                       | Mutters Courage                                   | офицер СС                          |
| 1995      | ф | Церковь святого Николая             | Nikolaikirche                                     | рехтсанвальт Вернер Шнук           |
| 1996      | ф | Инцидент с Хармсом                  | Charms Zwischenfälle                              |                                    |
| 1996—2011 | с | Место преступления                  | Tatort                                            | Феликс Мурот                       |
| 1998      | ф | Комиссар Рекс                       | Kommissar Rex                                     | Курт Гауф                          |
| 1999      | ф | Точечка и Антон                     | Pünktchen und Anton                               |                                    |
| 2000      | ф | Апокалипсис 99                      | Apokalypse 99 - Anatomie eines Amokläufers        |                                    |
| 2000      | ф | Имярек                              | Jedermann                                         | имярек                             |
| 2001      | ф | Мнения сторон                       | Taking Sides                                      | Альфред Хельмут Роде , 2-й скрипач |
| 2001      | ф | Аминь                               | Amen                                              | Курт Герштейн                      |
| 2002      | ф | Солярис                             | Solaris                                           | Гибарян                            |
| 2002—.... | с | Под подозрением                     | Unter Verdacht                                    | Эрик Гласнер                       |
| 2004      | ф | Операция «Валькирия»                | Stauffenberg                                      | генерал-майор Хеннинг фон Тресков  |
| 2004      | ф | Чужая жена                          | Die fremde Frau                                   | Александр Бранденбург              |
| 2004      | ф | Мой отец, моя жена и моя любовница  | Mein Vater, meine Frau und meine Geliebte         | доктор Морауэр                     |
| 2004      | ф | Трехгрошовая опера                  | Jedermann                                         | Макхит, по кличке Мэкки-Нож        |
| 2005      | ф | Гильотина                           | Le couperet                                       | Джерард Хатчинсон                  |
| 2006      | ф | Жизнь других                        | Das Leben der Anderen                             | подполковник Антон Грубиц          |
| 2007      | ф | Плюс 42                             | 42plus                                            | Георг                              |
| 2007      | ф | Земля                               | Earth                                             | рассказчик                         |
| 2008      | ф | Северная стена                      | Nordwand                                          | Генри Арау                         |
| 2008      | ф | Серафина из Санлиса                 | Séraphine                                         | Вильгельм Уде                      |
| 2009      | ф | Рай на Западе                       | Eden à l'Ouest                                    | Ник Никльби                        |
| 2009      | ф | Йон Рабе                            | John Rabe                                         | Йон Рабе                           |
| 2009      | ф | Убей папочку на ночь                | Das Vaterspiel                                    | Йонас Штром                        |
| 2009      | ф | Внутри вихря                        | Within the Whirlwind                              | доктор Антон Вальтер               |
| 2009      | ф | Белая лента                         | Das weiße Band - Eine deutsche Kindergeschichte   | барон                              |
| 2011      | ф | Ларго Винч 2: Заговор в Бирме       | Largo Winch II                                    | Дуайт Кокрейн                      |
| 2011      | ф | Перелётные свиньи                   | When Pigs Have Wings                              | представитель ООН                  |
| 2011      | ф | Роммель                             | Rommel                                            | Эрвин Роммель                      |
| 2013      | ф | Хьюстон                             | Houston                                           | Клеменс                            |